# نوكندة
نوكندة (بالفارسية: نوکنده) هي مدينة تقع في إيران في Now Kandeh District. يقدر عدد سكانها بـ 7,601 نسمة .